# Hazel Dell (Saskatchewan)
Hazel Dell je samota v kanadské provincii Saskatchewan. Osada má, podle sčítání z roku 2006, populaci o počtu 20 osob.